# La Princesse et le Gobelin
Pour les articles homonymes, voir La Princesse et le Gobelin (homonymie).
La Princesse et le Gobelin (en anglais : The Princess and the Goblin) est un roman britannique pour enfants de fantasy écrit par George MacDonald. Il a été publié pour la première fois en 1872 par l’éditeur britannique Strahan & Co.
Une suite intitulée La Princesse et Curdie (The Princess and Curdie) a été publiée fin 1883.

## Résumé
La princesse Irene, huit ans, vit seule dans un château dans un royaume sauvage, désolé et montagneux, avec pour seule compagnie sa nourrice Lootie. Son père, le roi, est souvent absent et sa mère est morte. Pas très loin de son royaume, une race de gobelins longtemps bannis du royaume vivent dans des mines. Ils souhaitent se venger de leurs voisins humains. Un jour de pluie, la princesse explore le château et découvre une belle et mystérieuse femme, qui se présente comme son arrière-arrière-grand-mère. Celle-ci lui offre une bague attachée à un fil invisible qu'elle seule peut voir lui permettant de ne jamais perdre son chemin.
Le lendemain, voulant continuer ses découvertes, la princesse persuade sa nourrice de l'emmener dehors. Or, à la tombée de la nuit, elles sont poursuivies par des Gobelins. Elles sont sauvées par le jeune mineur Curdie. Il travaille dans les mines où il a l'occasion de rencontrer des Gobelins dont il connaît la faiblesse physique (des pieds très mous et vulnérables).
Lorsque Curdie explore le domaine des Gobelins, il se fait emprisonner par leur reine. Il est secouru par la princesse Irène aidée de sa bague magique. Lors de leur fuite, Curdie vole une des chaussures en pierre de la reine gobelin. Curdie apprend plus tard que les gobelins prévoient d'enlever la princesse pour la forcer à épouser le prince gobelin Harelip. Curdie prévient les gardes du palais à ce sujet, mais il est emprisonné et contracte une fièvre liée à une blessure à la jambe. Pendant ce temps, les Gobelins percent un tunnel dans le palais pour enlever la princesse ; ils inondent les mines. Or, celles-ci sont reliées au château, si bien que les Gobelins trouvent la mort au palais qui est également inondé. Curdie a la chance de pouvoir s'échapper grâce à l'arrière-arrière-grand-mère d'Irène. Et puisqu'il a bien secouru la princesse, pour le récompenser, le roi lui demande de servir de garde du corps. Mais, Curdie refuse, disant qu'il ne peut pas quitter sa mère et son père ; il accepte en guise de récompense une jupe rouge pour sa mère.

## Adaptations

### Télévision
Dans les années 1960, le roman a été adapté en dessin animé par Jay Ward pour sa série de Fractured Fairy Tales (« Contes de fée morcelés ») dans le Rocky and Bullwinkle Show. Dans cette version, les gobelins innocents sont obligés de vivre dans les souterrains. Le roi gobelin tombe amoureux de la princesse, mais un prince la sauve en récitant de la poésie, les gobelins détestant ça.

### Cinéma
Un long-métrage d’animation homonyme adapté du roman, réalisé par le Hongrois József Gémes, est sorti en 1992. Il n’a pas eu d’accueil commercial ou critique notable en Europe. Lors de sa sortie aux États-Unis en juin 1994, il n’a récolté que 1,8 million de dollars et a reçu des critiques principalement négatives — surtout en rapport au Roi lion des studios Disney, sorti à la même période.

### Jeu vidéo
Il a été sélectionné en 2008 dans les 100 livres classiques édités en logiciel pour la console portable Nintendo DS.

## Informations externes
- The Princess and the Goblin, disponible sur le site du projet Gutenberg.
- The Princess and the Goblin, édition de 1911 sur childrensnursery.org.uk.
- Livres audio dans le domaine public sur librivox.org.